# Spaniens uddannelsessystem
Spaniens nuværende uddannelsessystem er kendt som Ley Orgánica de Educación eller forkortet LOE og sikrer børn fra 6 til 16 år gratis undervisning betalt af staten.
I uddannelsessystemet har børn skolepligt fra 6-årsalderen, men mange starter i børnehave som toårige (samme kalenderår, hvor de fylder tre år); det er et treårigt forløb placeret på skolerne, med en funktion der ligner den danske børnehaveklasse. I 16-års alderen kan de bogligt indstillede, som tager deres bachillerato, gå videre til et tillægskursus, der efter afgangsprøven giver adgang til universiteter og andre højere læreanstalter. Mange vælger dog i stedet den erhvervsrettede linje, hvor de arbejder noget af ugen og går på en videreudgående uddannelsesinstitution resten af tiden.